# 伊塔普兰加
伊塔普兰加是巴西戈亚斯州的一个市镇。总面积1227.16平方公里，总人口25646人，人口密度20.9人/平方公里。